# Asellia patrizii
Asellia patrizii је врста сисара из реда слепих мишева (Chiroptera) и породице Hipposideridae.

## Распрострањење
Ареал врсте је ограничен на мањи број држава. Врста има станиште у Саудијској Арабији, Етиопији и Еритреји.

## Станиште
Станишта врсте су травна вегетација, полупустиње и пустиње.

## Угроженост
Ова врста је наведена као најмање угрожена, јер има широко распрострањење и честа је врста.